# Strumellopsis annularis
Strumellopsis annularis är en svampart som först beskrevs av Marjan Raciborski, och fick sitt nu gällande namn av Franz Xaver von Höhnel 1909. Strumellopsis annularis ingår i släktet Strumellopsis, divisionen sporsäcksvampar och riket svampar.   Inga underarter finns listade i Catalogue of Life.